# Памятник Александру I (Таганрог)
Памятник Александру I — памятник российскому императору Александру I работы скульптора И. П. Мартоса и архитектора А. И. Мельникова, установленный в Таганроге в 1831 году. Первый памятник в истории Таганрога.

## Описание оригинального памятника
На высоком массивном пьедестале из серого с белыми прожилками гранита, к которому вели пять ступеней, стояла во весь рост бронзовая фигура императора. Александр I, одетый в генеральский мундир и ниспадающий плащ, гордо попирал ногой извивающуюся змею. Эта аллегория символизировала его победу над Наполеоном. Левой рукой царь придерживал эфес шпаги, в правой находился свод законов Российской империи. Крылатые ангелы у его ног символизировали «ангельский» характер Александра I. Скульптура поражала современников большим портретным сходством.
На лицевой грани пьедестала памятника была выполнена лаконичная надпись:

Александру Первому

1830

Модель таганрогского памятника Александру I работы Мартоса находится в экспозиции Государственного Русского музея в Санкт-Петербурге.

## История создания монумента в Таганроге
Мысль о сооружении памятника возникла сразу же после кончины Александра I в Таганроге в 1825 году. Просьба таганрожцев была уважена новым императором Николаем I. Тем более, что согласие составить проект монумента дал сам прославленный скульптор, ректор Академии художеств И. П. Мартос.
Монумент был установлен по центру Иерусалисмской площади, напротив греческого Иерусалимского Александро-Невского монастыря.
В конце 1920-х годов памятник Александру I демонтировали и перевезли во двор дворца Александра I.. В 1932 году по постановлению Таганрогского горсовета памятник отправлен в Ростов-на-Дону, где был перелит «на нужды советской промышленности».
На месте снятого памятника Александру I была устроена могила участника Гражданской войны Т. И. Дышлового. Позже захоронение Дышлового перенесли в парк им. Горького, а потом на старое кладбище, где оно находится в настоящее время.

## Восстановление памятника
В 1998 году, к 300-летию Таганрога, памятник было решено восстановить. Профинансировала проект коммерческая структура — Таганрогский филиал банка «Российский кредит» в лице его управляющего Г. А. Павленко. Копия памятника с некоторыми изменениями была изготовлена по сохранившимся в Санкт-Петербурге чертежам. Открытие восстановленного памятника состоялось 11 сентября 1998 года. Был организован большой митинг, в присутствии местного казачества и городской администрации. Современный монумент оказался сдвинут в сторону от центра площади, ближе к жилому дому. Через несколько лет были восстановлены цепи на тумбах, что придало памятнику достаточную монументальность.
В новом скульптурном решении с постамента исчезла змея, поскольку организаторы проекта посчитали, что Наполеоновское нашествие слишком далёкое для нас событие, чтобы напоминание о нём могло органично вписаться в художественный образ. Также из скульптурной композиции исчезли купидоны.

## Памятник Александру I в современной культуре
- В 2021 году художник Юрий Фесенко в рамках арт-проекта «Личный город» показал свою энвайронмент-работу «Старец Фёдор Кузьмич»: перед памятником Александру I на тротуарную плитку водой художник нанёс изображение старца с посохом[6][7].

- Памятник на почтовой карточке 1907 г.
- Памятник на почтовой карточке конца XIX века
- Обращение к Председателю Правления Банка «Российский Кредит»
- Сопроводительное письмо при транспортировке памятника